# راي بوينتون
راي بوينتون (بالإنجليزية: Ray Pointon)‏ (6 نوفمبر 1947 في المملكة المتحدة - 1 يوليو 2013) هو لاعب كرة قدم بريطاني في مركز الدفاع. لعب مع نادي ترانمير روفرز لكرة القدم.